# Iannis Xenakis
Pour les articles homonymes, voir Xenakis.
Yannis Xenakis, ou Iannis Xenakis (en grec moderne : Γιάννης Ξενάκης), né le 29 mai 1921 à Brăila en Roumanie et mort le 4 février 2001 dans le 9e arrondissement de Paris, est un compositeur, architecte et ingénieur d'origine grecque, naturalisé français, marié à l'écrivaine Françoise Xenakis, avec qui il a une fille, la peintre et sculptrice Mâkhi Xenakis.
Il est architecte et collabore, au sein de l'atelier de Le Corbusier, à la création du Pavillon Philips de l'exposition universelle de Bruxelles de 1958, maintenant détruit.
Il est le premier Européen à utiliser un ordinateur pour composer de la musique et il a créé la musique stochastique.

## Biographie

### Enfance
Iannis Xenakis est né à Brăila, ville portuaire du Danube située dans la partie orientale de la Roumanie, près du delta, où vit une importante communauté grecque. Son père, Clearchos Xenakis, fils de paysan, est directeur d'une agence anglaise d'import-export et sa mère, Photini Pavlou, francophone et germanophone, aime jouer du piano. Ses frères cadets Cosmas et Jason deviendront respectivement peintre et professeur de philosophie aux États-Unis.
Dès son plus jeune âge, Iannis Xenakis baigne dans une atmosphère musicale : sa mère lui offre une flûte et souhaite qu’il s'adonne à la musique. Le couple Xenakis se rend plusieurs fois au festival de Bayreuth dans les années 1920. Alors qu'il n'a que cinq ans, sa mère, qui est enceinte à ce moment-là, contracte la rougeole et meurt après avoir mis au monde une fille qui ne survit pas. Les enfants Xenakis sont élevés par des gouvernantes française, anglaise et allemande.

### Éducation
En 1932, le jeune Xenakis est envoyé par son père en Grèce, où fréquente d'abord le collège gréco-anglais de l'île de Spetses, puis intègre la classe préparatoire au concours d’entrée au Polytechnio (l’École polytechnique d'Athènes), en automne 1938. Durant ses années de formation, il découvre et se passionne pour les mathématiques et la littérature grecque et étrangère, en même temps qu'il approfondit l'étude de la musique : il compose, reçoit des leçons d’analyse, d’harmonie et de contrepoint d'Aristote Koundourov, réalise une transcription géométrique d’œuvres de Bach.

### Impact des guerres
Le 28 octobre 1940, jour de la rentrée à l’École polytechnique, les troupes de Mussolini envahissent la Grèce et l’École cesse ses activités, qu'elle ne reprend que sporadiquement. L'invasion italienne puis allemande du pays l'entraîne dans la résistance, d'abord à droite, puis dans les rangs communistes. Plusieurs fois emprisonné, il lit Platon, Marx et Lénine.
En 1944, la Grèce connaît la guerre civile, Xenakis poursuit le combat avec les communistes, contre les royalistes soutenus par les Anglais. Il commande la compagnie Lord Byron. Le 1er janvier 1945, il reçoit en plein visage un éclat d'obus anglais, qui blesse également deux de ses camarades. Laissé pour mort, il est conduit par son père à l'hôpital, où il demeure trois mois durant entre la vie et la mort. Sa mâchoire est défoncée, la partie gauche de son visage en reste durablement marquée. Il est également privé de l'usage de son œil gauche. Marqué dans sa chair, dans ses perceptions et dans son intellect, il dit plus tard : « Comme mes sens sont réduits de moitié, c'est comme si je me trouvais dans un puits, et qu'il me fallait appréhender l'extérieur à travers un trou […]. J'ai été obligé de réfléchir plus que de sentir. Donc je suis arrivé à des notions beaucoup plus abstraites.» En mars, il quitte l'hôpital, reprend ses études, sans pour autant abandonner la lutte politique clandestine, ce qui lui vaut plusieurs séjours en prison.
En juin 1947, il réussit ses examens terminaux à l’École polytechnique : son mémoire de fin d'études (présenté le 16 janvier 1947) a pour sujet le béton armé. Fait prisonnier, il s'enfuit du camp dans lequel il est détenu et se cache dans un appartement d'Athènes six mois durant. Traqué, il part pour les États-Unis. En septembre 1947, sous le nom de Konstantin Kastrounis, il embarque à bord d'un navire cargo en partance pour l'Italie voisine, grâce à un faux passeport fourni par son père. Le 11 novembre 1947, il franchit clandestinement la frontière italo-française, grâce à des camarades italiens, et arrive à Vintimille.
En Grèce, où son père et ses frères sont arrêtés et incarcérés, il est condamné à mort par contumace pour terrorisme politique.

### Travail en France
Réfugié politique en France, il rencontre Françoise qui deviendra son épouse en 1953, leur fille Mâkhi naitra en 1956. Il travaille d’abord comme ingénieur chez Le Corbusier ; il y conçoit une grande partie du couvent de la Tourette (1957) ainsi que le pavillon Philips (1958). Il avait travaillé, dès 1950, avec l'ingénieur Bernard Lafaille, sollicité par l'Atelier Le Corbusier pour la conception de la structure de l'Unité d'habitation de Rezé-les-Nantes, comportant de grands voiles porteurs verticaux sur des pilotis en quinconce. Ses conversations avec Bernard Lafaille sur les voiles minces gauches et les paraboloïdes hyperboliques l'inspirent quelques années plus tard pour le Pavillon Phillips.
Soutenu par Olivier Messiaen, il poursuit parallèlement ses recherches musicales et parvient en l’espace de quelques années à synthétiser musique, architecture et mathématiques, en construisant musique constituée de masses sonores grâce aux mathématiques ; Métastasis (1954) en est l’œuvre emblématique.
Dans son ouvrage Musiques formelles (Revue Musicale no 253-254, 1963, 232 p. - réédition : Paris, Stock, 1981, 261 p), Xenakis analyse sa musique et technique d’écriture de 1956 à 1962, avec cinq chapitres : « Musiques stochastiques » (1) (probabilités dans Pithoprakta et Achorripsis), « Musique stochastique markovienne » (Analogique A et B et Syrmos), « Stratégie musicale » (3) (théorie des jeux » appliquée à Duel et Stratégie), « Musique stochastique libre » (4), (phases du programme ST) et « Musique symbolique » (Herma, tentative d‘application à Beethoven).
Il réalise les Polytopes, spectacles de sons et de lumières qui marqueront son époque (Montréal, Persépolis, Cluny, Diatope…).
Avec plus de 150 partitions, l’œuvre est monumentale. Plus de quinze ans après la disparition de Iannis Xenakis, le monde musical est loin d’avoir fini d’évaluer l’importance de son héritage.
Il s'intéresse aussi dans le champ de la musique acoustique à une nouvelle spatialisation en plaçant les musiciens de manière inhabituelle, parmi le public, par exemple, ou réitérant des procédés antiques autour ou à distance du public. Nombre de ces expériences ont fait preuve de leur efficacité, le plus souvent à leur époque, au festival international d'art contemporain de Royan, dont il est l'un des habitués.
Il est membre du Conseil du développement culturel de 1971 à 1973.
Xenakis crée en 1976 au CEMAMu une interface graphique, l'UPIC, avec laquelle il relie le monde visuel du graphisme et le monde sonore de la musique.

## Recherche universitaire et enseignement
En été 1963 Iannis Xenakis est invité par Aaron Copland pour donner une série de cours de composition au Berkshire Music Center à Tanglewood.
En mars-avril 1973, il dispense des cours comme "professeur éminent invité" à l'université de Montréal.
Il y est maitre de conférence associé (1973-1977) puis professeur associé (1977-1981) et enfin professeur. De futurs compositeurs Pascal Dusapin, entre 1974 et 1978, Hennig Lohner, en 1985, ou Mathius Shadow-Sky de 1987 à 1989, ont suivi son enseignement. Le compositeur François-Bernard Mâche soutient sa thèse sous sa direction le 11 mars 1980.
En 1976 Iannis Xenakis soutient une thèse de doctorat sur travaux à l'université Paris 1 Panthéon Sorbonnes sous la direction d'Olivier Revault d'Allones avec au jury : Olivier Messiaen, Michel Ragon, Olivier Revault d'Allones, Michel Serres, Bernard Teyssédre (président du jury) . La transcription de la soutenance est publiée.

## Algorithme
Iannis Xenakis est l'auteur de l'algorithme Gendy qui est intégré à Csound.

## Musique

### Musique et architecture
En 1954, Iannis Xenakis crée Metastasis pour 61 instruments ; c’est la première musique entièrement déduite de règles et de procédures mathématiques. Il met en pratique une relation directe entre musique et architecture, combinaison peu commune, mais qui pour lui va de soi.
Il utilise dans cette combinaison les mêmes règles de construction dans les plans du pavillon Phillips de Le Corbusier ; celui-ci souhaite reprendre son idée des tentures du Pavillon des Temps nouveaux et celui du béton projeté utilisé pour la Chapelle de Ronchamp ; dans ce pavillon sont émises par des haut-parleurs, dans le même concert, des œuvres d'Edgar Varèse (Poème électronique) et de Xenakis (concret PH pour parabole-hyperbole). La pensée mathématique dans l’élaboration de formalismes ne bénéficie pas encore de l’outil ordinateur pour sa représentation.

### Musique stochastique
En 1956, fut publiée une théorisation de la musique stochastique, qui s’appuie entre autres sur la théorie des jeux de John von Neumann. Le hasard n’y existe déjà plus ; chez Xenakis, contrairement à la troisième sonate de Boulez ou aux autres œuvres « ouvertes », contrairement à Cage, pour qui le compositeur s'efface, la probabilité est entièrement calculée et les règles, explicitées (voir Achorripsis ou ST/10-1 en 1961).
Le processus global est prévisible, même si les événements qui le composent sont aléatoires. Par cette philosophie de la création, Xenakis se rapproche des phénomènes biologiques et des événements du monde vivant. Dans Achorripsis, les partitions sont programmées en FORTRAN et les hauteurs, durées, intensités et vitesses de glissement des notes sont des variables aléatoires suivant l'une des lois suivantes :
- une loi de Poisson
- une loi exponentielle
- une loi normale
- et le plus souvent, une loi de Xenakis

Pour réduire le hasard, Xenakis simule des marches aléatoires dont le pas suit lui-même une loi de Xenakis, ou est l'exponentielle d'une variable aléatoire de Xenakis.
En 1957, apparaissent les premières pièces électroniques stochastiques : les Diamorphoses. Pour la première fois, ces théories bénéficient d’un soutien technique et de la confiance à la composition avec un ordinateur IBM (Xenakis travaille en collaboration avec Arnaud de Chambure). Cette pièce, la première écrite par Xenakis au GRM, représente une des premières réalisations abouties dans ce domaine de la composition « calculée ».
Iannis Xenakis réussit, en utilisant des procédés qui auraient pu faire de ses œuvres des productions totalement déshumanisées, le tour de force de proposer une musique souvent lyrique et souvent émouvante. Nuits, L'Orestie et ses toutes dernières œuvres sont assez, curieusement, dans leur simplicité volontaire, de l'esprit des dernières œuvres de Liszt. C'est probablement autour de ce constat que se construit le « mystère Xenakis ».

### Musique et espace

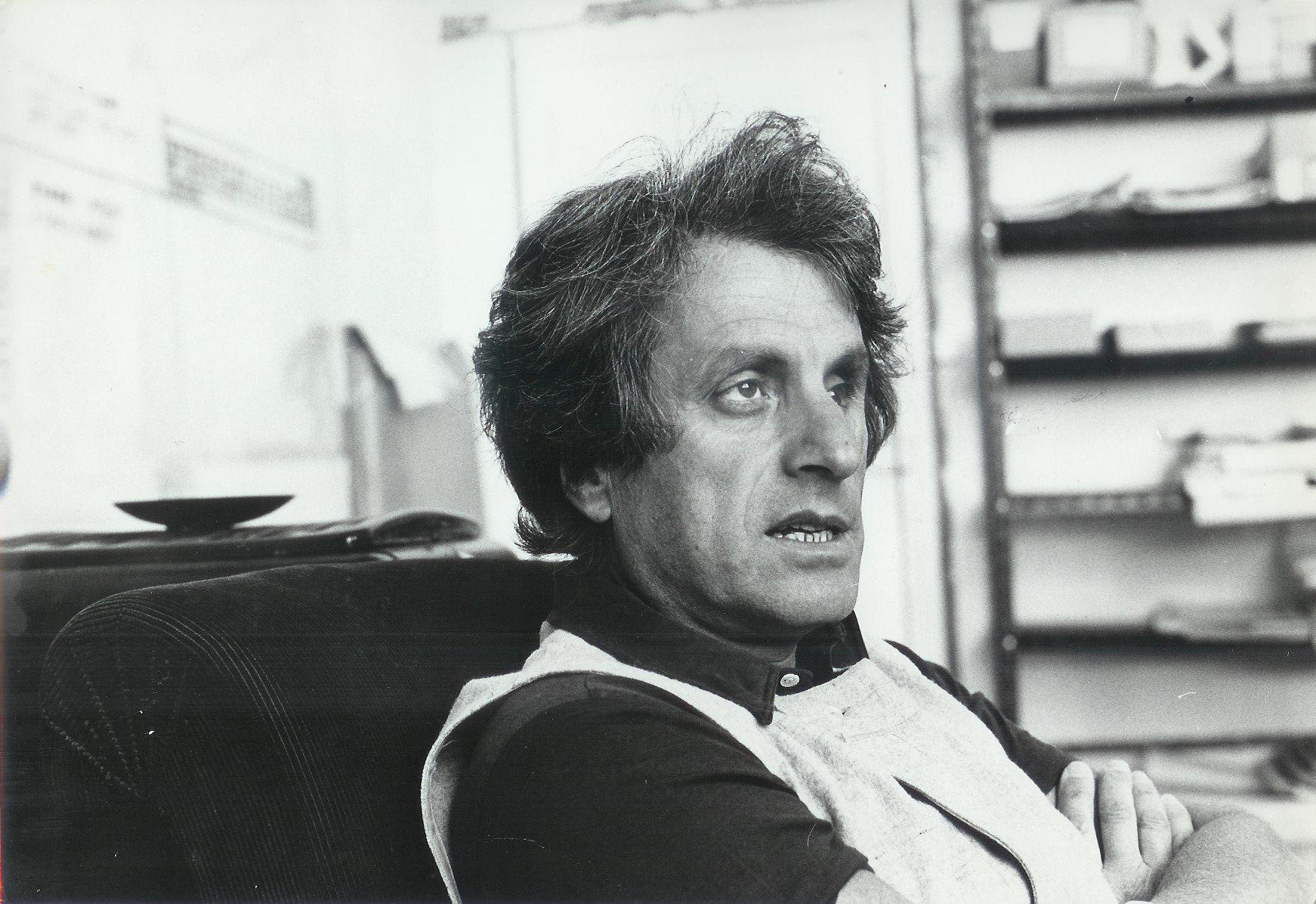
Iannis Xenakis vers 1970.

Xenakis, d'abord avec les Polytopes — spectacles sons et lumières proposés dans différents lieux de 1967 à 1978 —, puis pour le Diatope à l'inauguration du Centre Georges-Pompidou, revient au concept qui lui est cher de mariage entre architecture et musique. Les Polytopes et le Diatope (ces deux noms viennent des mathématiques) réunissent les dimensions spatiales particulières propres aux arts sonores avec celles plus habituelles du visuel et de la kinesthésie.
Dans son ouvrage musiques formelles, Xenakis dessine des surfaces réglées et des nuages de points sur des partitions, et se sert du résultat comme bloc de construction pour faire de la musique stochastique.

### Œuvres (liste partielle)
- Metastasis (Metastaseis B') (1953-1954), pour un orchestre de 61 instrumentistes
- Pithoprakta (1955-1956), pour un orchestre de 50 instrumentistes
- Achorripsis (1956-1957), pour 21 instrumentistes
- Diamorphoses (1957), musique concrète (première exécution : Groupe de recherches musicales de l’ORTF, sous la direction de Pierre Schaeffer)
- Concret PH (Parabole-Hyperbole) (1958)
- Orient-Occident (1960), musique pour bande extraite du film homonyme d’Enrico Fulchignoni
- Herma (1961), pour piano
- Polla Ta Dinha (1962), pour chœur d'enfants et orchestre
- Eonta (1963), pour piano, 2 trompettes et 3 trombones ténors
- Oresteïa (1965-1966), sur des textes d'Eschyle, suite pour chœur d'enfants, chœur avec accessoires, et 12 musiciens
- Terretektorh (1965-1966), pour 88 musiciens dispersés dans le public
- Nomos Alpha (1966), pour violoncelle seul.
- Medea (1967), musique de scène sur des textes de Sénèque, pour un chœur d'hommes et cymbales, et cinq musiciens
- Polytope de Montréal (1967), spectacle de lumière et sons pour 4 orchestres identiques de 15 musiciens
- Nuits (1967), en sumérien, assyrien, grec ancien et autres phonèmes, pour 12 voix mixées et chœur, dédicacée à plusieurs prisonniers politiques grecs, sur une commande de la fondation Gulbenkian et créée en août 1968 au festival de Royan[15].
- Nomos Gamma (1967-1968), pour 98 musiciens dispersés dans le public
- Anaktoria (1969), pour un ensemble de 8 musiciens
- Synaphaï (1969), pour piano et 86 musiciens
- Persephassa (1969), pour six percussions. Les Percussions de Strasbourg ont été les interprètes de la création.
- Kraanerg (1968-1969), musique de ballet, pour orchestre et bande sonore
- Persepolis (1971), pour lumière et sons (bande magnétique)
- Antikhthon (1971), pour grand orchestre de 86 musiciens, créé à Bonn, le 21 septembre 1974, sous la direction de Michel Tabachnik[16].
- Cendrées (1973), pour un chœur mixte de 72 chanteurs (ou 36 chanteurs) chantant des phonèmes de Iannis Xenakis et 73 musiciens
- Evryali (1973), pour piano seul
- Noomena (Les Choses pensées) (1974), pour grand orchestre de 103 musiciens (sans percussions), créé le 16 octobre 1974 par l'Orchestre de Paris dirigé par Georg Solti[16].
- N'Shima (1975), sur des mots d'hébreu et phonèmes, pour 2 mezzo-sopranes (ou altos) et 5 musiciens
- Empreintes (1975), pour 85 musiciens, créé à La Rochelle par l'Orchestre Philharmonique de la Radio Néerlandaise sous la direction de Michel Tabachnik le 29 juin 1975[16].
- Psappha (1976), pour percussions seules (instruments variables)
- Dmaathen (1976), pour hautbois et percussion
- Khoaï (1976), pour clavecin amplifié
- A Colone (1977) pour chœur et ensemble instrumental, sur un texte extrait d'Œdipe à Colone de Sophocle
- Kottos (1977), pour violoncelle seul
- Jonchaies (1977), pour un orchestre de 109 instrumentalistes, créé le 21 décembre 1977 à Paris par l'Orchestre National dirigé par Michel Tabachnik[16].
- La Légende d'Eer (1977), musique électronique du Diatope (parvis du Centre Pompidou)
- Pléiades (1978), pour 6 percussionnistes
- Aïs (1980), pour baryton amplifié, percussion solo et orchestre de 96 musiciens sur commande de la Radio Bavaroise (création à Munich le 13 février 1981 avec Spyros Sakkas, Sylvio Gualda et l'Orchestre du Bayerische Rundfunk sous la direction de Michel Tabachnik)[16].
- Serment (1981) pour chœurs, sur une commande du 15e congrès international de chirurgie cardio-vasculaire, créé à Athènes en septembre 1981[15]
- Komboï (1981) pour clavecin et percussion
- Pour Maurice (1982), pour baryton et piano
- Shaar (1983), pour un grand orchestre à cordes
- Lichens (1983), pour grand orchestre symphonique seul, commandé par le CRPLF (Communauté Radiophonique des Programmes de Langue Française) à l'intention de l'Orchestre Philharmonique de Liège, qui en assura la création à Liège le 16 avril 1984 dirigé par Pierre Bartholomée[16].
- Naama (1984), pour clavecin amplifié
- Jalons (1986), pour un ensemble de 15 musiciens
- À l'île de Gorée (1986), pour clavecin amplifié et 12 musiciens
- Keqrops (1986), pour piano seul et un orchestre de 92 musiciens
- Kassandra (Oresteïa II) (1987), pour baryton (avec amplification) jouant d'un psaltérion à 20 cordes et de percussions
- Tracées (1987), commande de l'Orchestre National de Lille pour son dixième anniversaire et dédié à son chef Jean-Claude Casadesus - qui en a assuré la création à Paris le 17 septembre 1987[16].
- Rebonds (a + b) (1987-1989), pour percussions seules
- Knephas (1990) pour chœurs, sur une commande du New London Chamber choir et créé par ces derniers en juin 1990
- Roáï commande des Semaines musicales de Berlin, créé à Berlin le 24 mars 1992 par l'Orchestre Radio-Symphonique de Berlin dirigé par Olaf Henzold, orchestre de 90 musiciens sans percussions, mais avec piano[16].
- La Déesse Athéna (Oresteïa III) (1992), pour baryton et un ensemble mixte de 11 instruments
- Omega (1997), pour percussion solo et 13 musiciens, dernière œuvre de Xenakis.

## Hommages

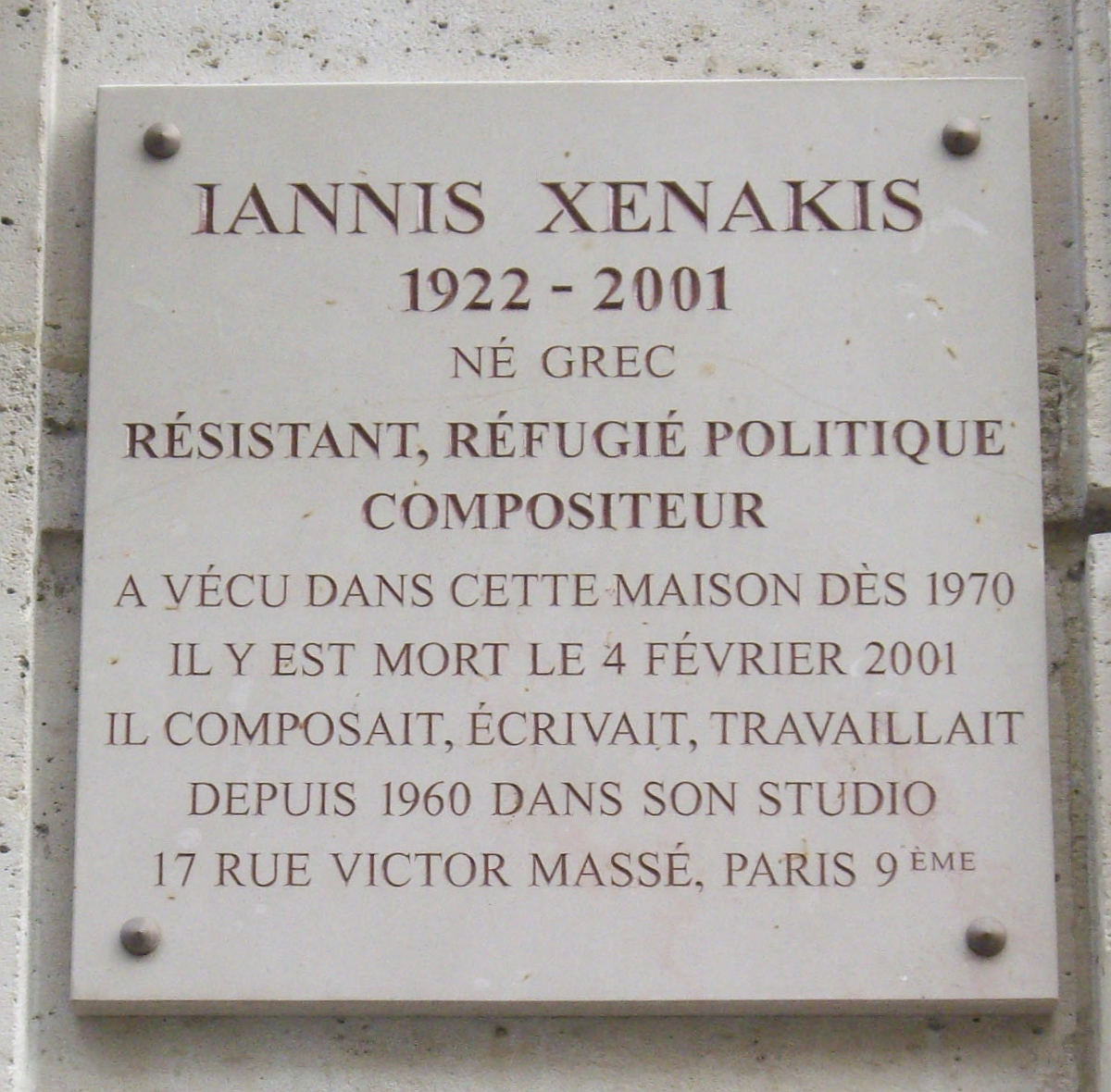
Plaque 9 rue Chaptal (Paris).

Une plaque commémorative lui rend hommage 9, rue Chaptal, dans le 9e arrondissement de Paris, où il vécut à partir de 1970 et où il est mort en 2001. Elle mentionne également qu'il travaillait à partir de 1960 dans un studio 17, rue Victor-Massé, situé dans le même arrondissement.

## Prix et distinctions
- Prix de Kyoto en 1997[17]
- Prix Polar Music, 1999
- Prix Musique SACD, 1999